# Aegomorphus peninsularis
Aegomorphus peninsularis là một loài bọ cánh cứng trong họ Cerambycidae.